# لنز پاناسونیک لومیکس ۱۴–۴۵میلی‌متر
لنز پاناسونیک لومیکس ۱۴-۴۵میلی‌متر (به انگلیسی: Panasonic Lumix 14-45mm lens) نام لنز دوربین عکاسی از نوع زوم است که توسط شرکت پاناسونیک تولید می‌شود. فاصلهٔ کانونی این لنز ۱۴ تا ۴۵ میلی‌متر، دیافراگم آن دارای ۷ تیغه و ضریب اف آن اف ۴٫۰ است. 